# Christopher Ward (szachista)
Christopher Ward (ur. 26 marca 1968) – angielski szachista i autor książek szachowych, arcymistrz od 1996 roku.

## Kariera szachowa
Wielokrotnie startował w finałach mistrzostw Wielkiej Brytanii, największy sukces odnosząc w 1996 r. w Nottingham, gdzie zdobył złoty medal. Poza tym w latach 1993 i 1994 dwukrotnie w turniejach finałowych dzielił III miejsca. Odniósł szereg sukcesów w turniejach międzynarodowych, m.in.:
- I m. w Guildford (1991),
- I m. w Aarhus (1993),
- dz. III m. w Gausdal (1993, turniej Troll Masters, za Wasiliosem Kotroniasem i Efstratiosem Griwasem, wspólnie z Spiridonem Skiembrisem i Danielem Kingiem),
- dz. II m. w Maidstone (1994, za Bogdanen Laliciem, wspólnie z m.in. Jonathanem Levittem i Petrem Velicką),
- dz. III m. w Kopenhadze – dwukrotnie w turniejach Politiken Cup (1994, za Walerijem Niewierowem i Michaiłem Brodskim, wspólnie z m.in. Jonny Hectorem, Hannesem Stefánssonem i Larsem Bo Hansenem oraz 1999, za Aleksandrem Baburinem i Tigerem Hillarpem Perssonem, wspólnie z m.in. Nickiem de Firmianem i Sune Bergiem Hansenem),
- dz. II m. w Hastings (1995, turniej Summer Congress, za Suatem Atalikiem, wspólnie z Aleksandrem Oniszczukiem, Wołodymyrem Małaniukiem, Nuchimem Raszkowskim, Jonathanem Parkerem, Matthew Turnerem i Aaronem Summerscale),
- I m. w Wrexham (1996),
- I m. w Saint Helier – dwukrotnie (1998, 2002),
- dz. I m. w Port-of-Spain (1999, z Henrym Urdayem Cáceresem, Geraldem Hertneckiem i Stuartem Conquestem),
- dz. I m. w Kopenhadze (2002, turniej KSU, wspólnie z Nickiem de Firmianem),
- dz. II m. w Southend-on-Sea (2005, za Danielem Gormallym, wspólnie z Johnem Emmsem),

Najwyższy ranking w dotychczasowej karierze osiągnął 1 lipca 2003 r., z wynikiem 2531 punktów zajmował wówczas 11. miejsce wśród angielskich szachistów.
Jest autorem wielu książek o tematyce szachowej, dotyczących przede wszystkim zagadnień debiutowych.

## Publikacje
- Endgame Play (1996), ISBN 0-7134-7920-5
- The Queen's Gambit Accepted (1999), ISBN 0-7134-8467-5
- Improve your Opening Play (2000)
- Winning With the Sicilian Dragon 2 (2001)
- Starting Out: The Nimzo-Indian (2002)
- It's Your Move: Improvers (2002)
- Winning with the Dragon (2003)
- It's Your Move: Tough Puzzles (2004)
- Starting Out: Rook Endgames (2004), ISBN 1-85744-374-8
- The Controversial Samisch King's Indian (2004), ISBN 978-0-7134-8872-2
- Play the Queen's Gambit (2006)
- Starting Out: Chess Tactics and Checkmates (2006)
- Dangerous Weapons: The Benoni and Benko (2008)